# Compendium of Chemical Terminology
Il Compendium of Chemical Terminology è un libro pubblicato dalla IUPAC contenente le definizioni chimiche internazionalmente accettate. La prima edizione è stata curata da Victor Gold, da cui il nome dato comunemente al libro Gold Book.

## Edizioni
La prima edizione fu pubblicata nel 1987 (ISBN 0-632-01765-1), la seconda edizione (ISBN 0-86542-684-8), curata da A. D. McNaught e A. Wilkinson, fu pubblicata nel 1997. Una piccola versione del Gold Book è scaricabile gratuitamente online. Sono state pubblicate traduzioni in francese, spagnolo e polacco.